# Brendan Casey (nuotatore)
Brendan Casey (11 dicembre 1996) è un nuotatore statunitense, vincitore di una medaglia d'argento ai campionati mondiali di nuoto 2017 nella 5 km a squadre.

## Palmarès
- Mondiali

Budapest 2017: argento nella 5 km a squadre.